# Tuc des Neres (Bossòst)
El Tuc des Neres és una muntanya de 2.244 metres que es troba entre els municipis de Bossòst i de Les a la Vall d'Aran.